# تسایل آم ماین
شهر تسیل آم ماین (به آلمانی: Zeil am Main) در ایالت بایرن در کشور آلمان واقع شده‌است.

## نگارخانه

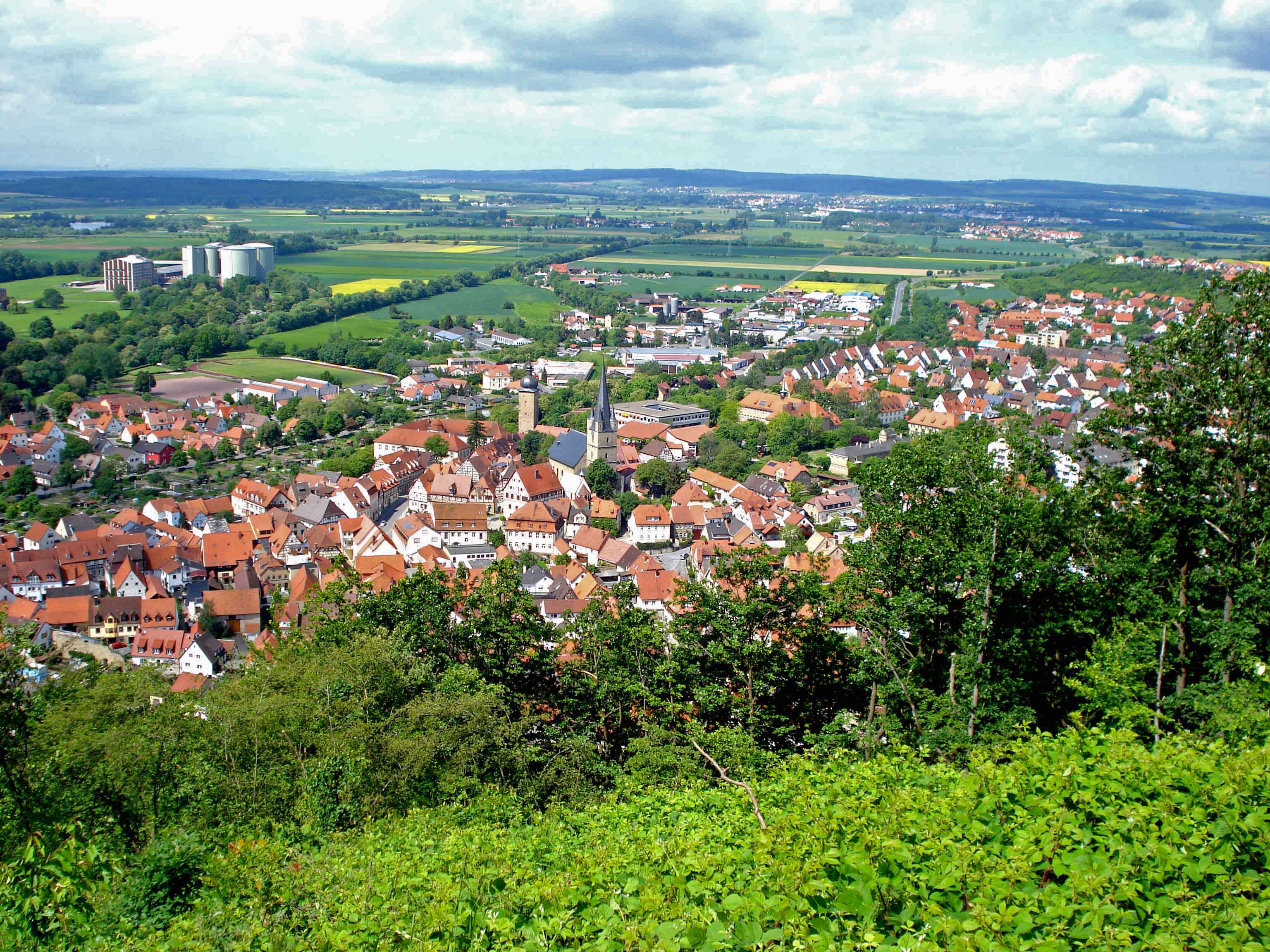
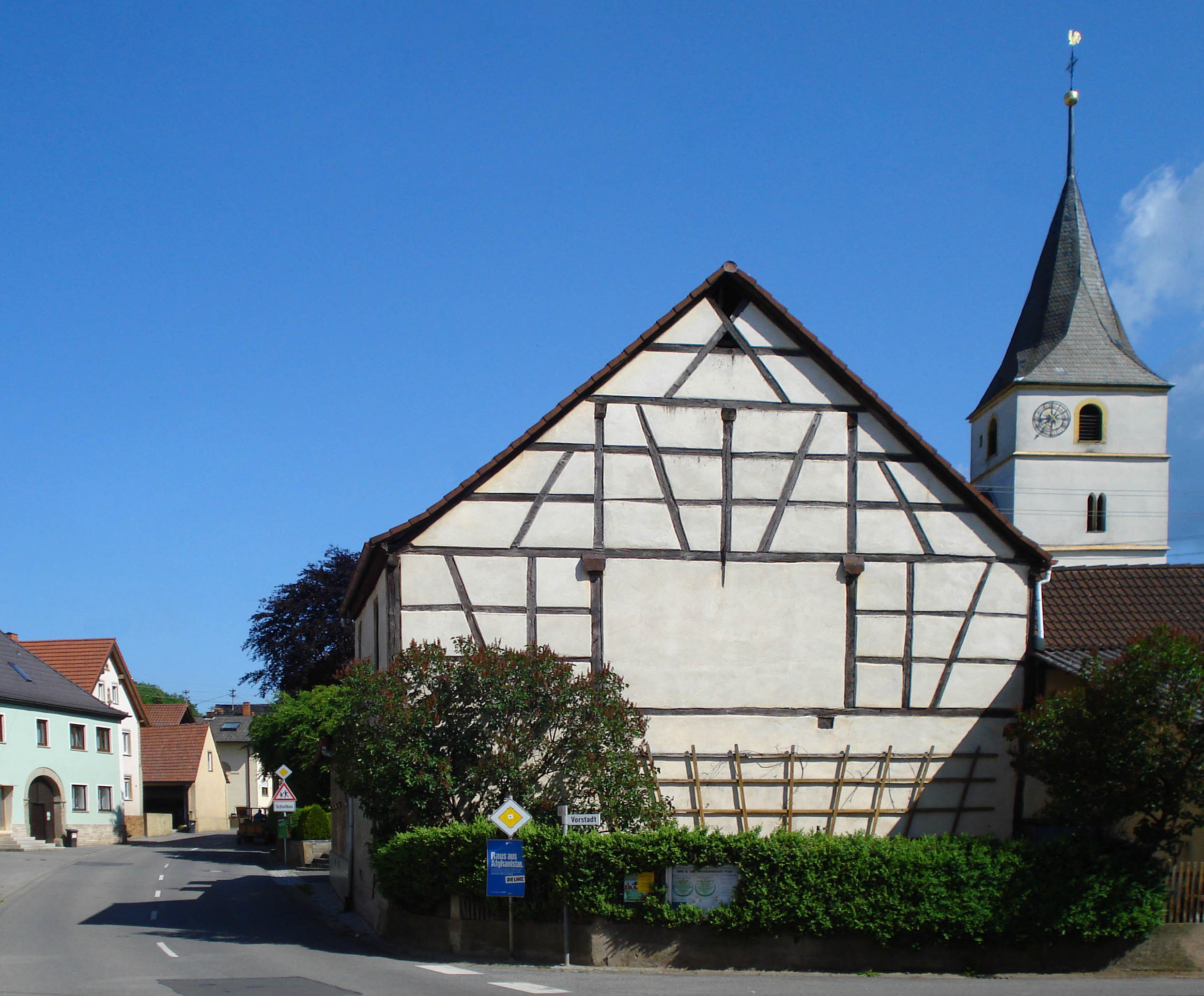
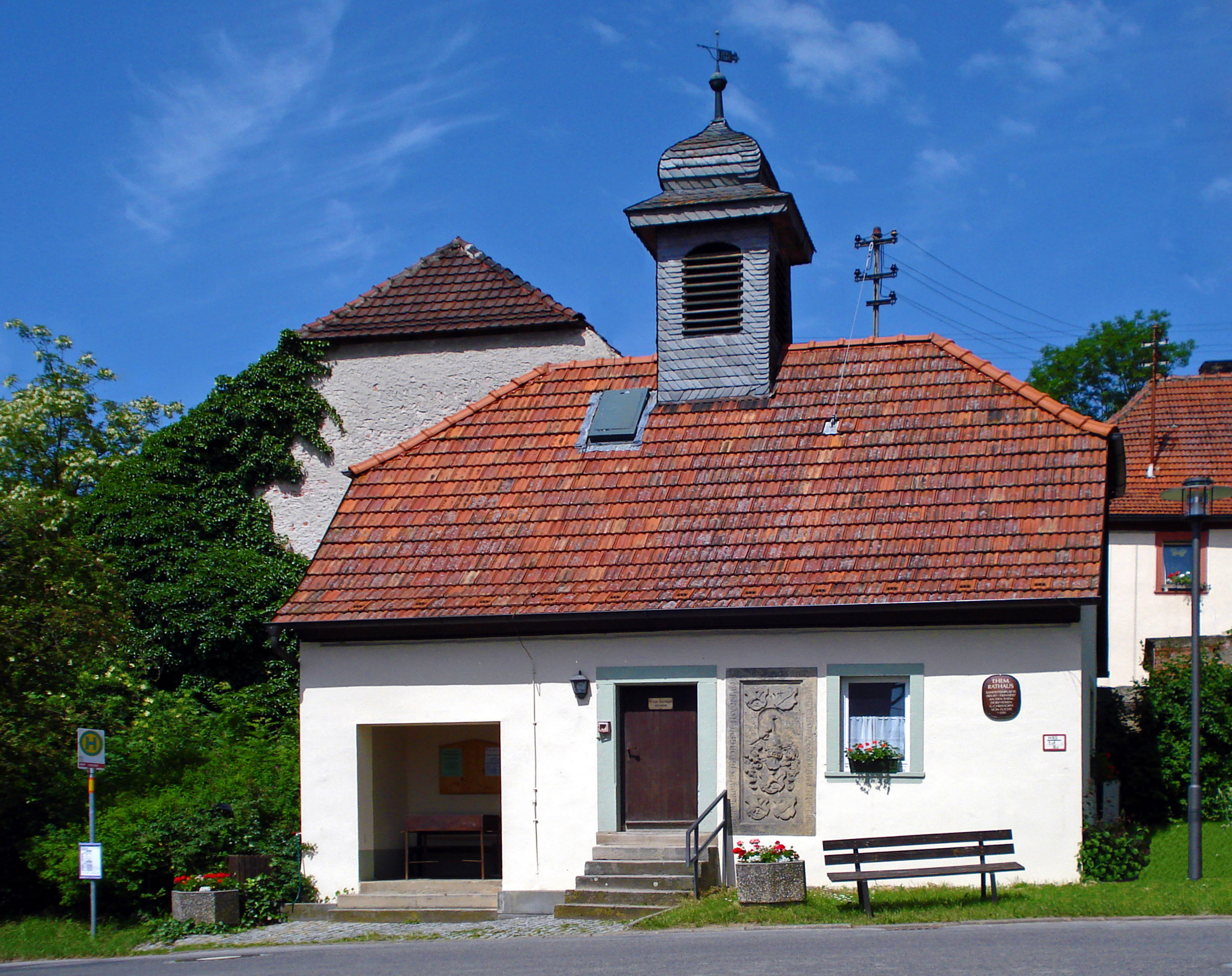
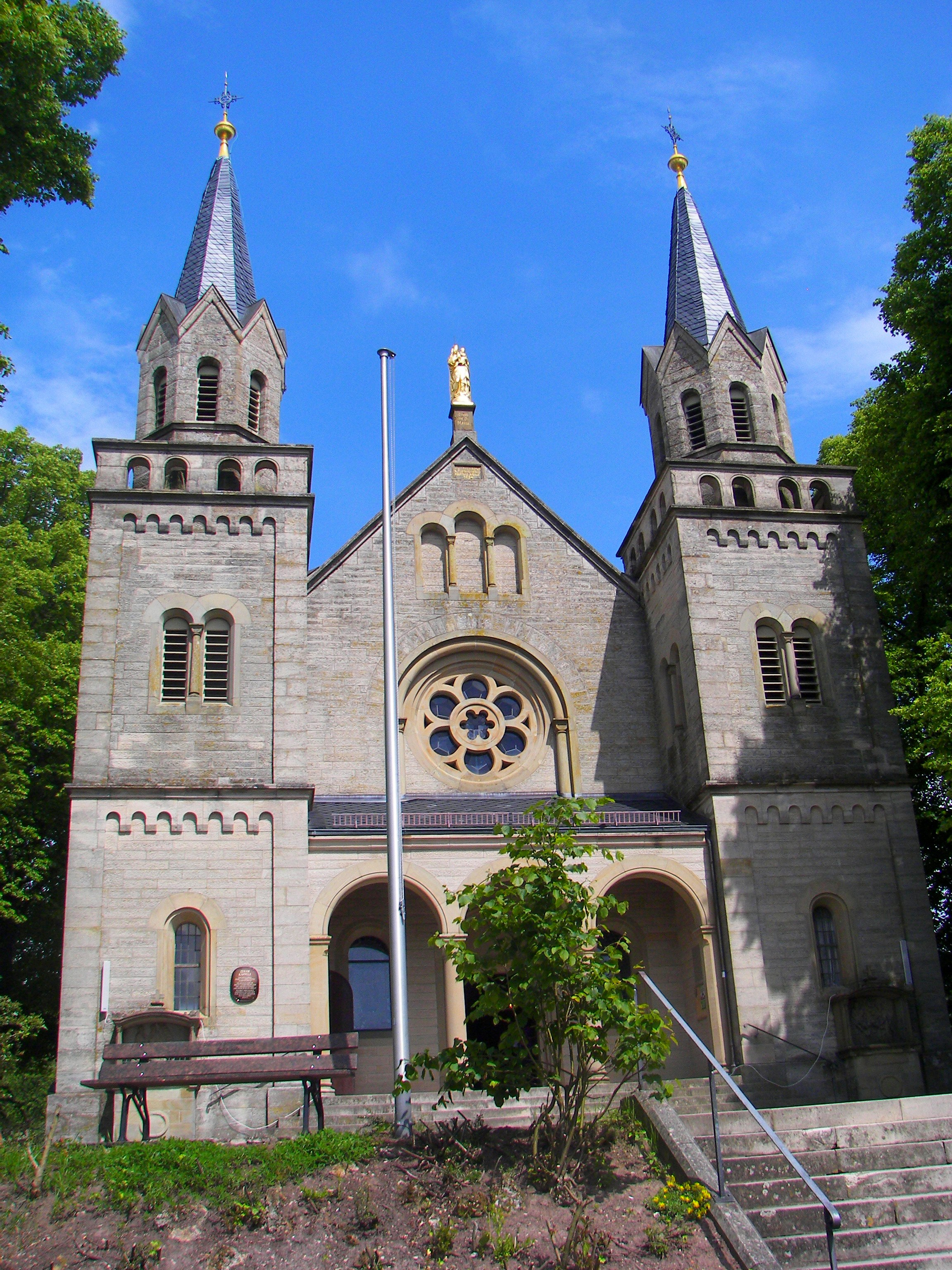
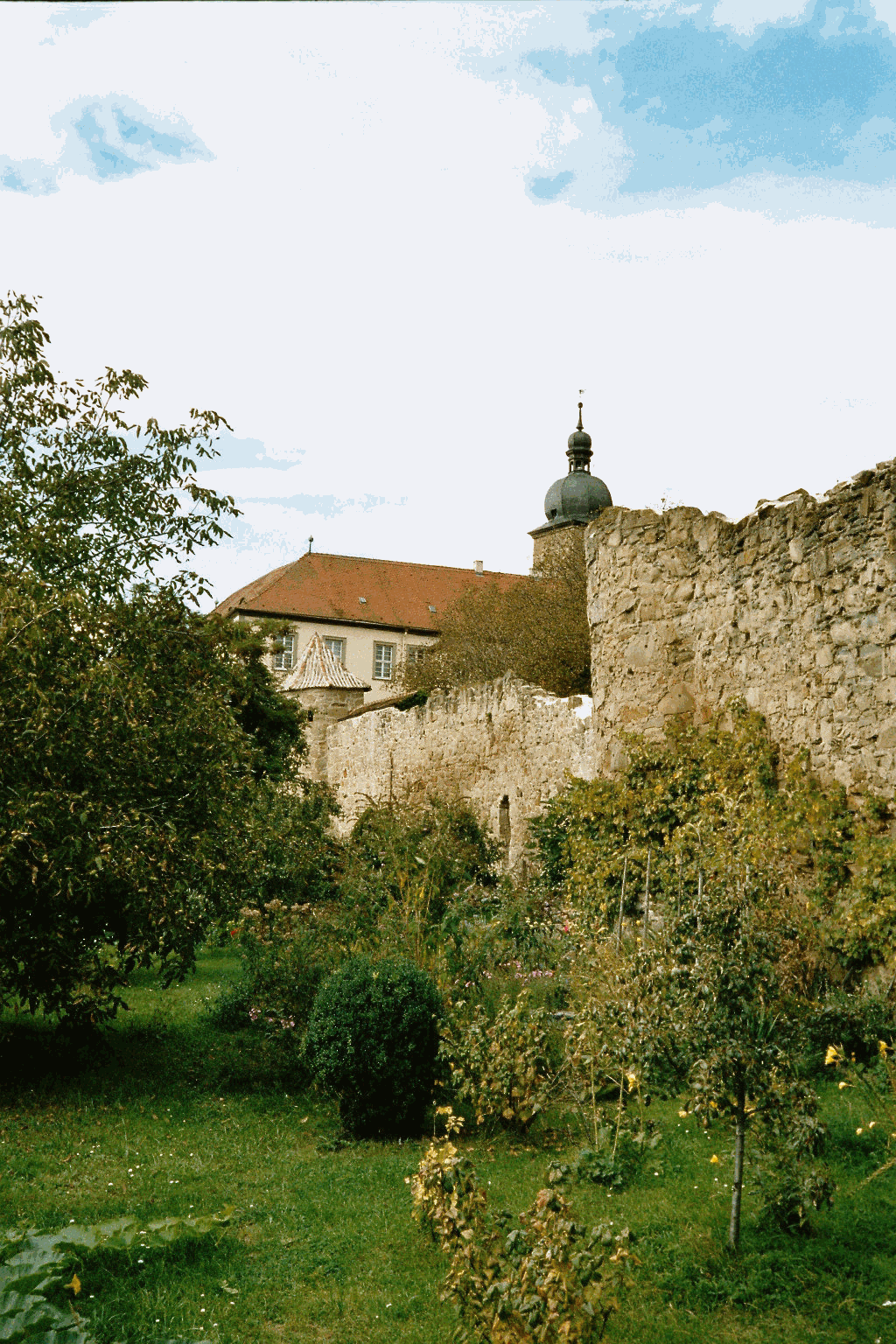